# Jim Bradbury
Jim Bradbury (født 27. februar 1937, død januar 2023) var en britisk historiker, der var specialiseret i militærhistorie i middelalderen.
Bradbury underviste i historie på Brunel University.

## Udvalgte værker
- (1975) "Shakespeare and his Theatre", Longman, ISBN 0-582-20539-5
- (1985) The Medieval Archer, The Boydell Press, ISBN 0-85115-194-9
- (1988) "Introduction to The Buckinghamshire Domesday", Alecto Historical Editions, ISBN 0-948459-86-7
- (1992) The Medieval Siege, The Boydell Press, ISBN 1-85285-528-2
- (1996) Stephen and Matilda: Civil War of 1139-53, Sutton Publishing, ISBN 0-7509-0612-X
- (1997) Philip Augustus: King of France, 1180-1223, Longman, ISBN 0-582-06058-3
- (1998) The Battle of Hastings, Sutton Publishing, ISBN 0-7509-1291-X
- (2004) The Routledge Companion to Medieval Warfare, London: Routledge, ISBN 0-415-22126-9
- (2007) The Capetians: Kings of France 987 - 1314, Hambledon Continuum, ISBN 1-85285-528-2
- (2010) Robin Hood, Amberley Publishing, ISBN 978-1-84868-185-9

### Samarbejder
Med Matthew Bennett, Kelly DeVries, Ian Dickie, Phyllis Jestice:
- (2005) Fighting Techniques of the Medieval World, UK:Amber Books, ISBN 1-86227-299-9

## Fodnoter
1. ↑  Jim Bradbury obituary | History | The Guardian